# Lodewijk Jérôme Victor Emanuel Leopold Marie Napoleon

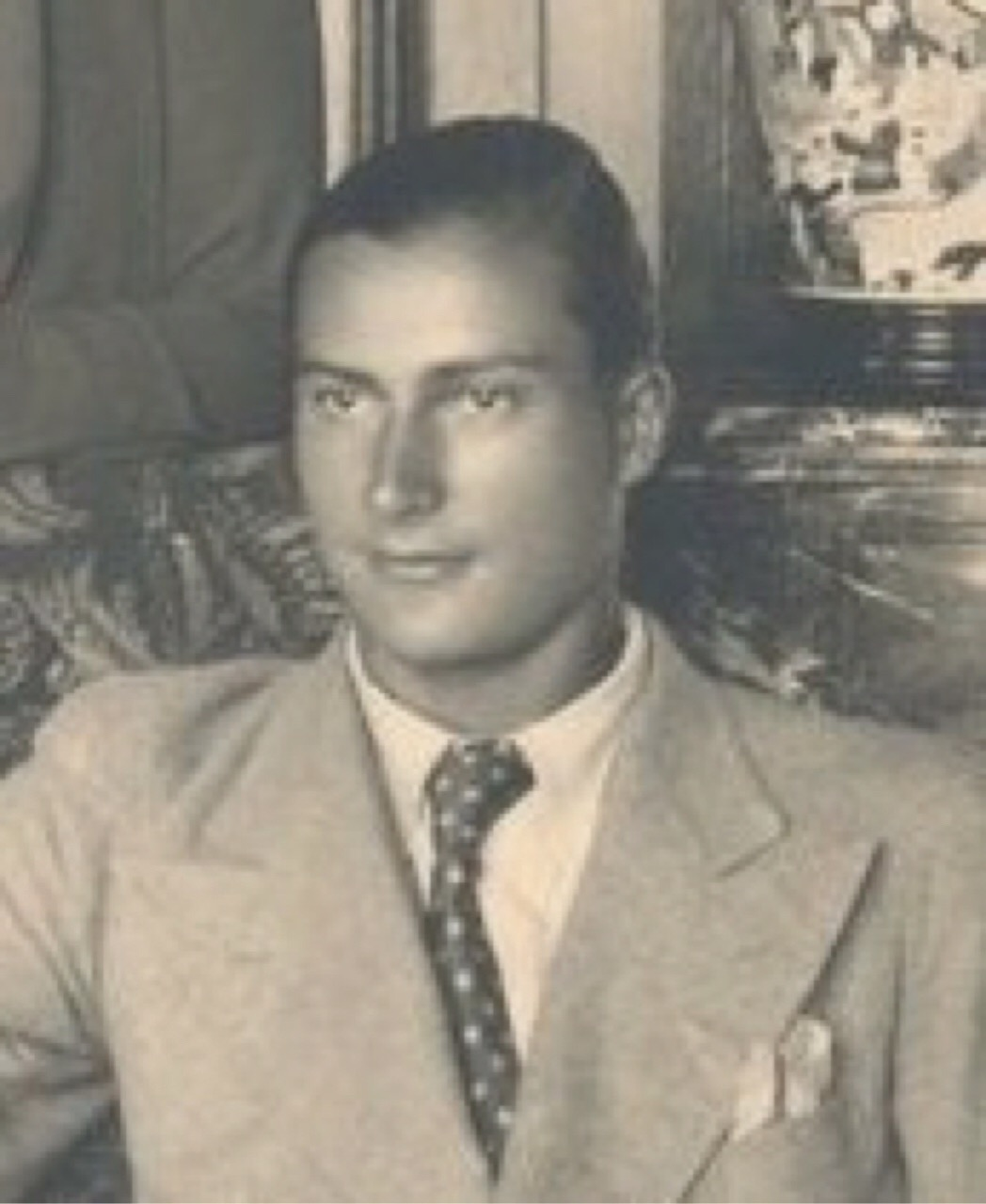
Napoléon

Lodewijk Jérôme Victor Emanuel Leopold Marie Napoléon Bonaparte, prins Napoléon (Brussel, 23 januari 1914 - Prangins, 3 mei 1997) was van 1926 tot 1997 hoofd van het huis Bonaparte.

## Leven
Lodewijk Napoleon was de zoon van Napoleon Victor Bonaparte en Clementine van België, de jongste dochter van Leopold II. Aangezien leden van voorheen regerende geslachten destijds uit Frankrijk waren verbannen, groeide hij op in België en bracht hij ook tijd door bij de bejaarde keizerin Eugénie, de vrouw van Napoleon III, in het Verenigd Koninkrijk. Zijn opleiding ontving hij in Leuven en Lausanne. Nadat premier Édouard Daladier had geweigerd hem in Franse dienst te laten treden, nam hij dienst in het Vreemdelingenlegioen. Na de wapenstilstand van 1941 keerde hij terug naar Zwitserland, waar hij destijds verbleef. In 1942 werd hij door de Duitsers gearresteerd, maar later vrijgelaten. Hoewel onder beperkingen wist hij lid te worden van de Organisation de résistance de l'armée, waar hij diende in de Karel Martel-brigade. Na de oorlog verhuisde hij naar Parijs, hoewel de verbanningswet pas in 1950 werd ingetrokken.
Lodewijk deed zaken in de Franse en Belgische koloniën in Afrika en wijdde zich ook aan de sport, motorracen - hij was voorzitter van de Association Sportive de l'Autoclub - en wintersport. Al sinds de dood van zijn vader in 1926 was hij troonpretendent. Per testament onterfde hij zijn zoon Karel Napoleon vanwege diens scheiding van prinses Béatrice van Bourbon-Sicilië, waarmee Karels zoon Jean-Christophe Napoléon pretendent werd. Karel betwist de legitimiteit van het testament.

## Huwelijk en kinderen
Lodewijk huwde in 1949 met Alix de Foresta (4 april 1926). Uit het huwelijk werden vier kinderen geboren:
- Karel Marie Jérôme Victor (1950), gehuwd met Béatrice van Bourbon-Sicilië, dochter van Ferdinand, hertog van Castro
- Catherine Elisabeth Albérique Marie (1950), gehuwd 1) met Nicolò San Martino d'Agliè dei Marchesi di Fontanetto en 2) met Jean Dualé
- Laure Clémentine Geneviève (1952), gehuwd met Jean-Claude Leconte (1948-2009)
- Jérôme Xavier Marie Jozef Victor (1957), gehuwd met Licia Innocenti

## Voorouders
| Voorouders van Lodewijk Jérôme Victor Emanuel Leopold Marie Napoleon | Voorouders van Lodewijk Jérôme Victor Emanuel Leopold Marie Napoleon                          | Voorouders van Lodewijk Jérôme Victor Emanuel Leopold Marie Napoleon                          | Voorouders van Lodewijk Jérôme Victor Emanuel Leopold Marie Napoleon                          | Voorouders van Lodewijk Jérôme Victor Emanuel Leopold Marie Napoleon                          | Voorouders van Lodewijk Jérôme Victor Emanuel Leopold Marie Napoleon           | Voorouders van Lodewijk Jérôme Victor Emanuel Leopold Marie Napoleon           | Voorouders van Lodewijk Jérôme Victor Emanuel Leopold Marie Napoleon                      | Voorouders van Lodewijk Jérôme Victor Emanuel Leopold Marie Napoleon                      |
| -------------------------------------------------------------------- | --------------------------------------------------------------------------------------------- | --------------------------------------------------------------------------------------------- | --------------------------------------------------------------------------------------------- | --------------------------------------------------------------------------------------------- | ------------------------------------------------------------------------------ | ------------------------------------------------------------------------------ | ----------------------------------------------------------------------------------------- | ----------------------------------------------------------------------------------------- |
| Overgrootouders                                                      | Jérôme Bonaparte (1784-1860) ∞ Catharina van Württemberg (1783-1835)                          | Jérôme Bonaparte (1784-1860) ∞ Catharina van Württemberg (1783-1835)                          | Victor Emanuel II van Italië (1773-1850) ∞ Adelheid van Oostenrijk (1822–1855)                | Victor Emanuel II van Italië (1773-1850) ∞ Adelheid van Oostenrijk (1822–1855)                | Leopold I van België (1790-1865) ∞ 1832 Louise Marie van Orléans (1818-1850)   | Leopold I van België (1790-1865) ∞ 1832 Louise Marie van Orléans (1818-1850)   | Jozef Anton Johan van Oostenrijk (1776-1847) ∞ Maria Dorothea van Württemberg (1757-1831) | Jozef Anton Johan van Oostenrijk (1776-1847) ∞ Maria Dorothea van Württemberg (1757-1831) |
| Grootouders                                                          | Napoleon Jozef Karel Paul Bonaparte (1822-1891) ∞ 1859 Maria Clothilde van Savoye (1843-1911) | Napoleon Jozef Karel Paul Bonaparte (1822-1891) ∞ 1859 Maria Clothilde van Savoye (1843-1911) | Napoleon Jozef Karel Paul Bonaparte (1822-1891) ∞ 1859 Maria Clothilde van Savoye (1843-1911) | Napoleon Jozef Karel Paul Bonaparte (1822-1891) ∞ 1859 Maria Clothilde van Savoye (1843-1911) | Leopold II van België (1835-1909) ∞ Marie Henriëtte van Oostenrijk (1836-1902) | Leopold II van België (1835-1909) ∞ Marie Henriëtte van Oostenrijk (1836-1902) | Leopold II van België (1835-1909) ∞ Marie Henriëtte van Oostenrijk (1836-1902)            | Leopold II van België (1835-1909) ∞ Marie Henriëtte van Oostenrijk (1836-1902)            |
| Ouders                                                               | Napoleon Victor Bonaparte (1862-1926) ∞ 1859 Clementine van België (1872-1955)                | Napoleon Victor Bonaparte (1862-1926) ∞ 1859 Clementine van België (1872-1955)                | Napoleon Victor Bonaparte (1862-1926) ∞ 1859 Clementine van België (1872-1955)                | Napoleon Victor Bonaparte (1862-1926) ∞ 1859 Clementine van België (1872-1955)                | Napoleon Victor Bonaparte (1862-1926) ∞ 1859 Clementine van België (1872-1955) | Napoleon Victor Bonaparte (1862-1926) ∞ 1859 Clementine van België (1872-1955) | Napoleon Victor Bonaparte (1862-1926) ∞ 1859 Clementine van België (1872-1955)            | Napoleon Victor Bonaparte (1862-1926) ∞ 1859 Clementine van België (1872-1955)            |
| Lodewijk Jérôme Victor Emanuel Leopold Marie Napoleon (1914-1997)    |                                                                                               |                                                                                               |                                                                                               |                                                                                               |                                                                                |                                                                                |                                                                                           |                                                                                           |

Napoleon I · Napoleon II · Jozef · Lodewijk · Napoleon III · Napoleon Eugène Lodewijk · Napoleon Jozef Karel Paul · Napoleon Victor · Lodewijk · Charles Bonaparte
- Bibliothèque nationale de France: cb14854067c (data)
- Gemeinsame Normdatei: 1055290427
- International Standard Name Identifier: 0000 0001 1557 2894
- Nederlandse Thesaurus van Auteursnamen: 099862379
- SNAC: w6x96jvd
- Système universitaire de documentation: 149826214
- Virtual International Authority File: 87202966
- WorldCat: E39PBJbRgb3kbJmRQj6twCcpT3